# 海洋哺乳動物

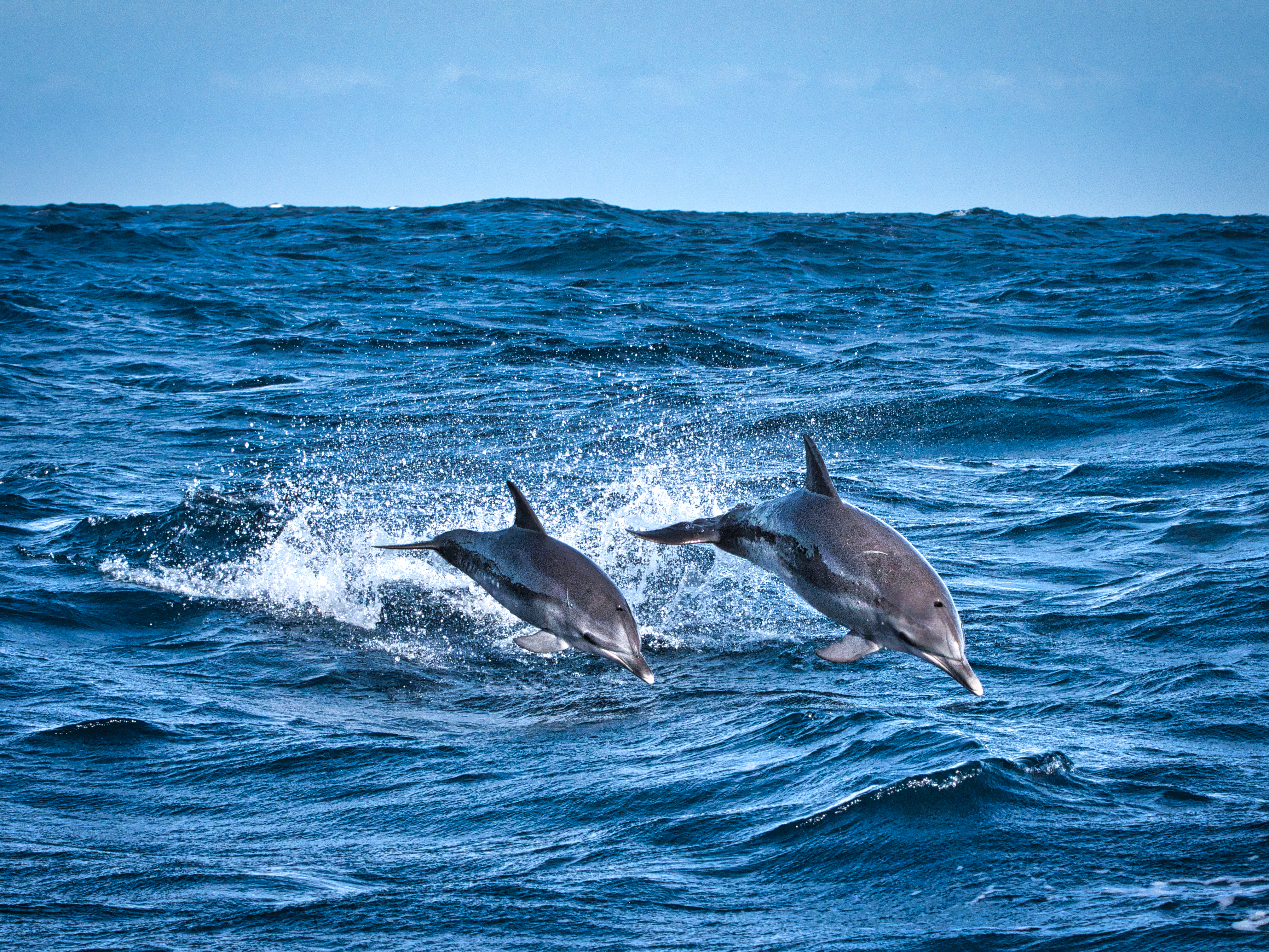
一对跃出水面的大西洋斑海豚

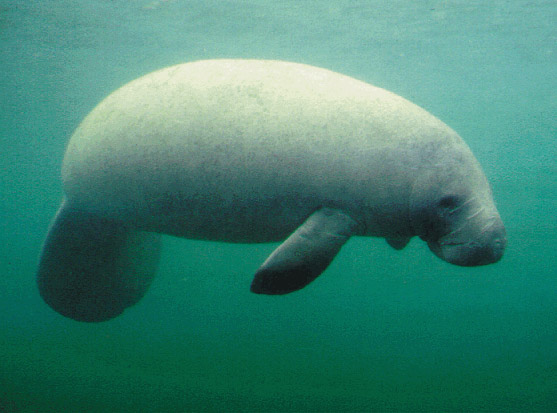
一隻西印度海牛

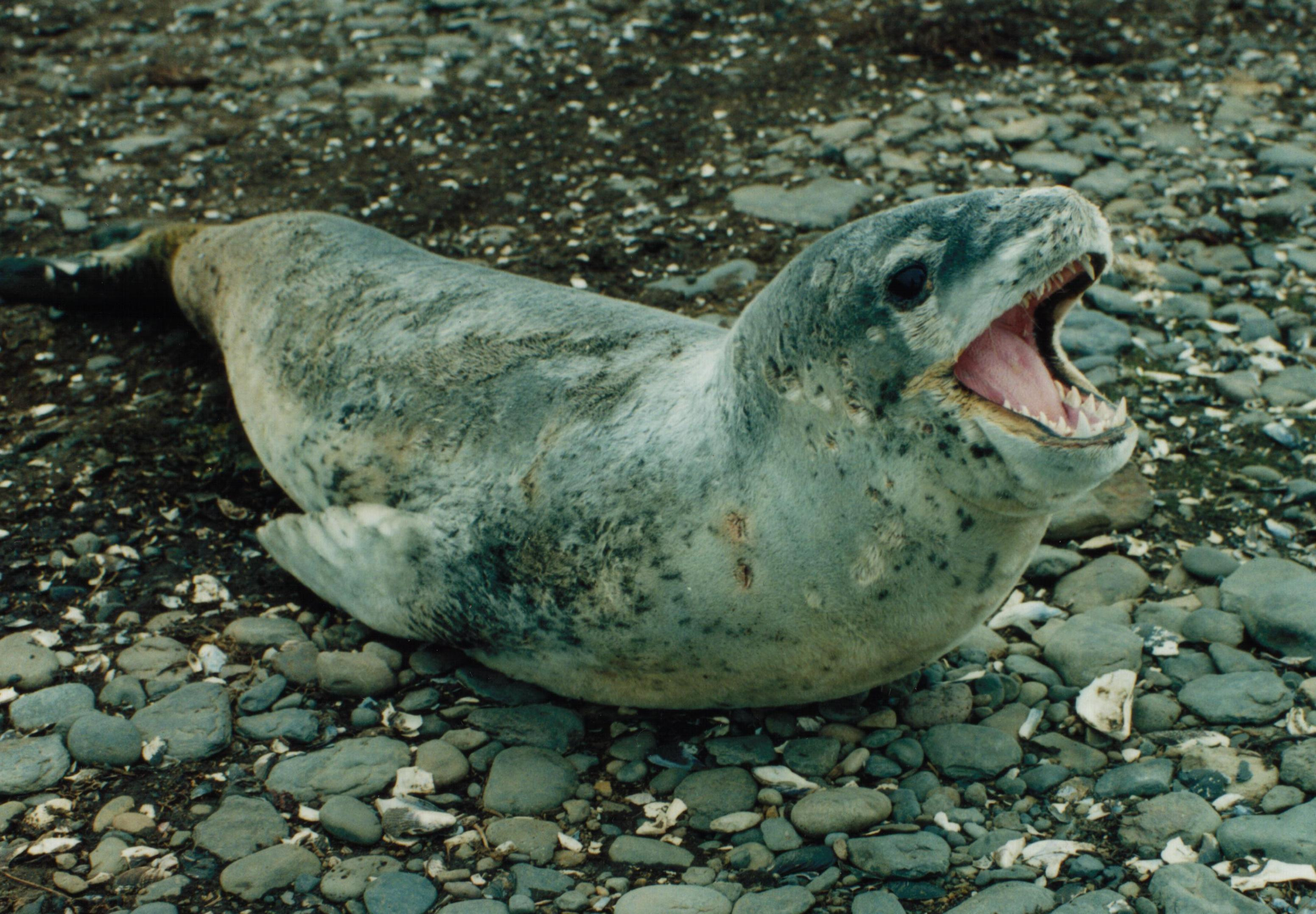
一隻豹斑海豹

海洋哺乳動物（又称海兽）泛指在海洋环境中栖息或因依赖海洋資源為生而需要在海洋中長時間活动的哺乳動物。此类哺乳动物包括完全水生的物种，比如鲸豚类（鲸类、海豚和鼠海豚）和海牛类（海牛和儒艮）；和需要部分时间上岸活动的半水生物种，包括鳍足类（海豹、海狗、海獅、海象）、北極熊和海獺。海洋哺乳動物并不是生物学中的分類單元或是系统分组，而是一个因为共享相似生态环境而被归属在一起的多系群，沒有直接的共同起源，其唯一的共同特點是都依靠海洋環境生存，當中有部分的動物因為趋同演化会具有相似的解剖和生理特征。
海洋哺乳動物中，對水生生活形態的適應程度各有不同。像鲸目动物及海牛是完全水生的，只能在水中生存。海豹及海獅大部分的時間生活在水中，但是交配、養育後代都還是會到陸地上。海獺及北極熊比較是在陸地生活為主。其食物也有相當的差異，有些是吃浮游动物、其他的則吃魚、鱿鱼，貝类，海草，也有些會吃其他的哺乳動物。海洋哺乳動物的數量比陸地上的哺乳動物要少很多，但在生態系中有許多不同的角色，包括其捕獵其他生物，維持生態系平衡在內，在維持海洋生態系中有重要的功用。但因為其重要的作用，而且有23%的海洋哺乳動物物種目前已受到威胁，因此這種情形對海洋生態系有負面影響。
原住民一開始是因為需要食物及其他資源而獵鯨。後來許多海洋哺乳動物也成為商業獵捕的目標，造成已發現的物種（例如鯨魚及海豹）數量大量的減少。商業獵捕也造成大海牛、海貂、日本海獅及加勒比僧海豹的絕種。在商業獵捕結束後，像灰鯨及北象海豹數量恢復不少，但是像北大西洋露脊鯨等物種，仍然是極危物種。此外，海洋哺乳動物也可能成為漁業的副漁獲物，例如被固定網纏住，之後淹死或是挨餓。海上交通的日益普及，也增加了船隻碰撞到海洋哺乳動物的機會。棲息地破壞威脅海洋哺乳動物，並且影響其尋找食物及捕獵的能力。例如噪音污染就影響回聲定位的能力。而全球变暖的效应也讓北極的環境惡化，因此令到生活在極地的海洋哺乳類生物走向減少和滅絕之路。

## 和其他水生動物的差異

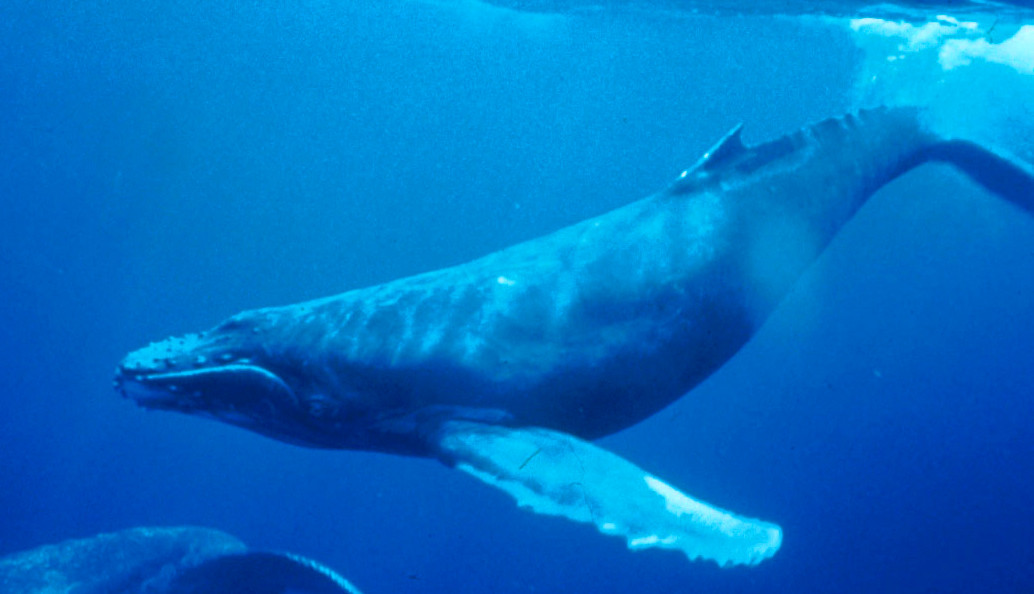
一隻座頭鯨

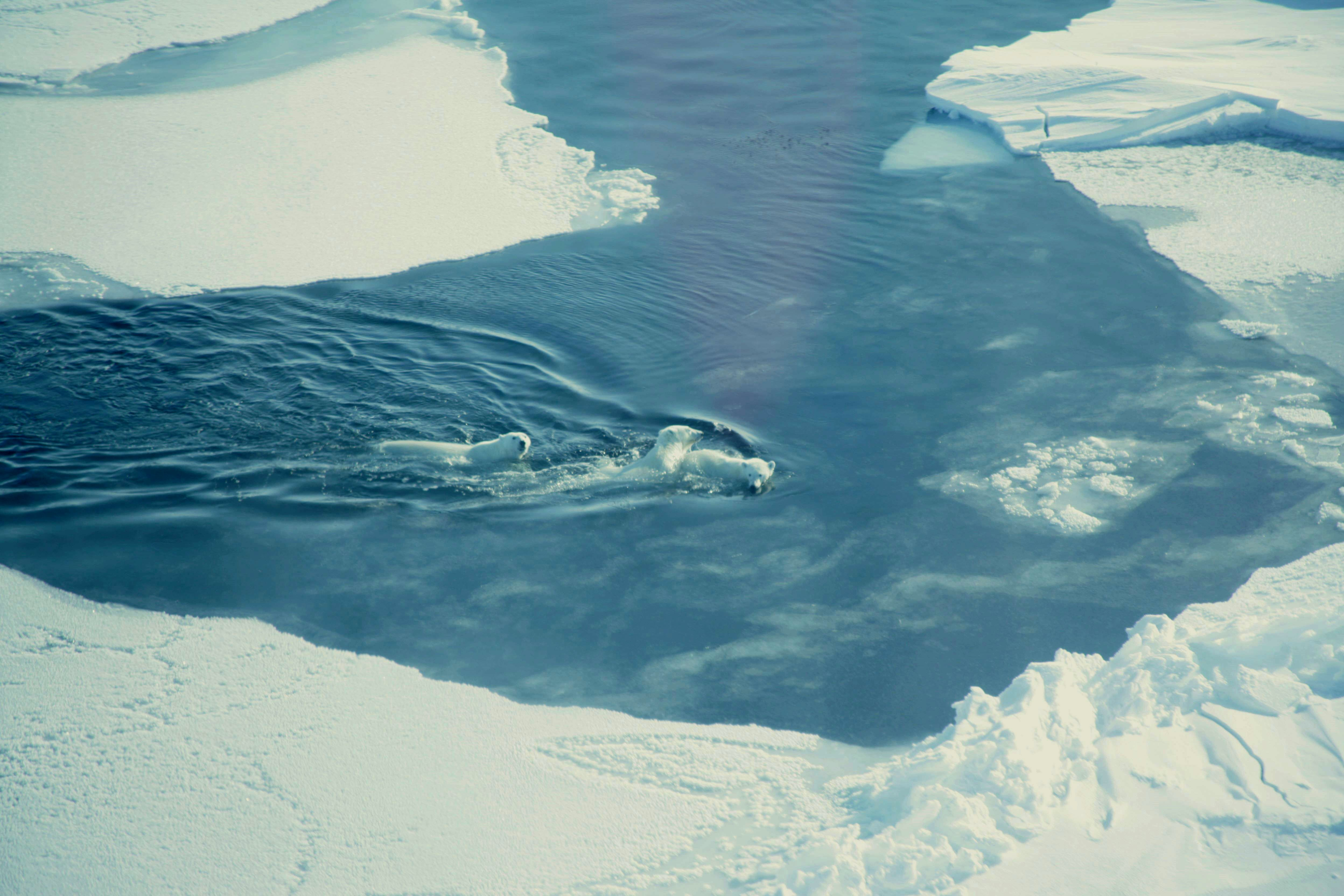
在北冰洋海冰之间游动的一窝北极熊

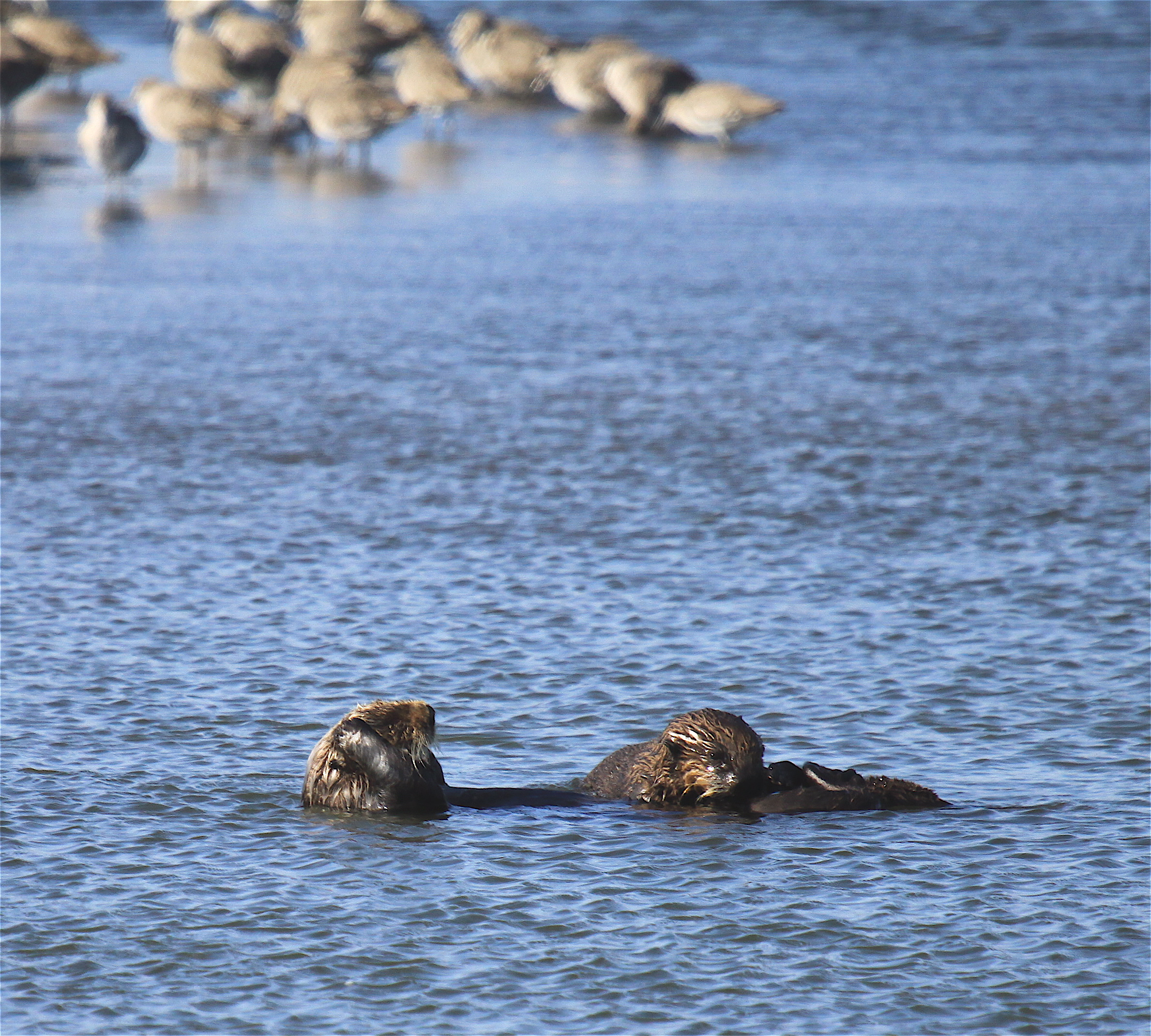
在海面哺乳的海獭

科學家们相信，所有的海洋哺乳動物的祖先都是源於陸地，部分的原因是後來因為食物需要及逃避捕獵者才返回至海裡，其手腳亦開始變成鰭形，身體亦都變成流線形，令游水捕獵時可以便捷點。牠們跟魚不同的地方，就是海洋哺乳動物是溫血動物，還有牠們的尾鰭是上下移動，並不是以左右方向移動。
除以上的分別外，海洋哺乳動物跟其他水生動物不同的例子有：
- 牠們是使用肺部呼吸，不是鰓。需要上岸或者水面呼吸氧氣；
- 牠們有毛髮。就算是鯨豚類裡的物種都有少量的毛，其分佈位置是頭部跟口的附近。而食肉目就有更多的毛，可是毛是比較薄點的。鰭足目的少部物種也有毛髮，例如是海豹年輕的時候是全身佈滿毛的。
- 牠們的皮下脂肪比較厚，因為這樣可以防止水份及熱量流失；
- 牠們全部都是胎生。海洋哺乳動物多也只是生一胎，其幼兒開頭的時候也有喝奶的需要。牠們的奶脂肪含量比其他陸上哺乳動物都要高，差不多接近四至五成。

## 分類
海洋哺乳動物不是單系群，而是一群生活方式類似、佔有類似生態棲位的哺乳動物。
1. 海牛目
  1. 海牛科：共1屬3種。
  2. 儒艮科：共1屬1種，即儒艮。
2. 食肉目
  1. 熊科：其中1屬1種，即北極熊。
  2. 鼬科：其中2屬2種，即海獺及貓獺。
  3. 鰭足類
    1. 海豹科：共14屬18種。
    2. 海獅科：共7屬15種。
    3. 海象科：共1屬1種，即海象。
3. 鯨下目：
  1. 齒鯨：共9科，包括海豚、鼠海豚、抹香鯨等。
  2. 鬚鯨：共4科15種。
4. 翼手目：
  1. 蝙蝠科：其中1屬1種，即索諾拉鼠耳蝠（英语：Myotis vivesi）[註解 2]。
5. †索齒獸目：
  1. †索齒獸科：共5屬
  2. †古索齒獸科：共3屬
6. 披毛目：
  1. †大地懶科：共2屬6種，即海懶獸屬及Eionaletherium

## 分佈及棲地

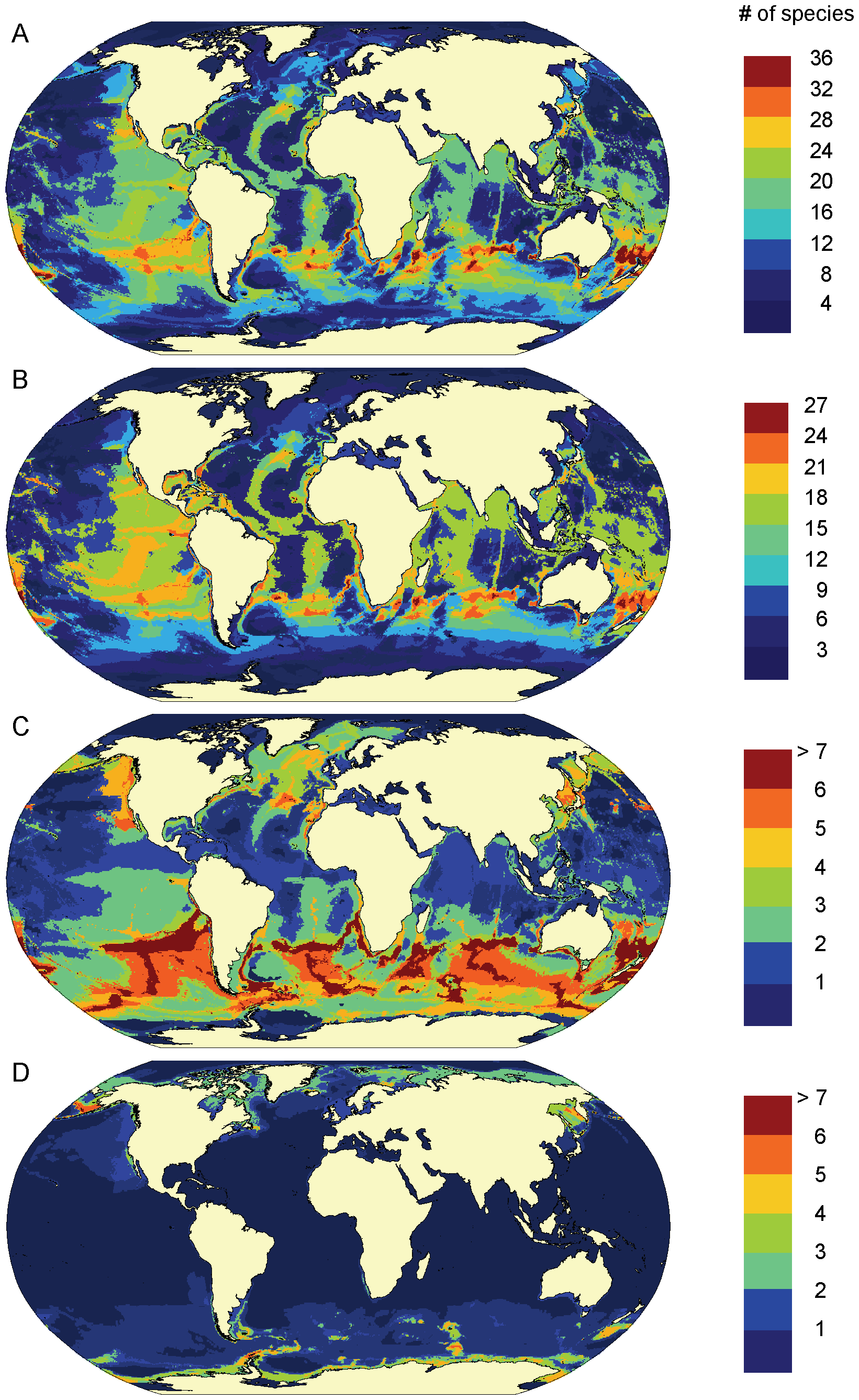
海洋哺乳動物豐度：A) 所有物種（共115種），B) 齿鲸（ 69種），C) 鬚鯨小目（14種），D) 鰭足類（32），是1990年至1999年的資料

海洋哺乳動物分布在地球的各地，不過其分佈並不平均，和海洋的生產力分佈恰好重合。物種最多的地方是在南緯及北緯40°附近。這對應海洋>初级生产最多的地方，在北美洲及南美洲、非洲、亚洲及澳大利亚周圍。物種範圍依各物種而不同。平均來說，海洋哺乳動物的物種範圍大約小於五分之一個印度洋。範圍大小的差異是各物種生態需求的不同，以及其適應不同環境能力的差異。海洋哺乳動物高度豐度的地區也恰好是人類對環境影響最顯著的地區，這也是科學家關注的議題之一。
大部份海洋哺乳動物（例如海豹和海獺）生活在海岸。不過海豹的陸地棲息區也不小，包括大陸及島嶼。在溫帶和熱帶地區，海豹可以離水生活，住在沙灘、卵石海灘、岩岸、沙洲、泥灘、潮池及海蝕洞內。有些海豹也許住在人造的設施內，例如栈桥、碼頭、浮标及石油平台。海豹也可能再近一步往陸地移動，住在沙丘或植被中，也有可能爬上懸崖:96。大部份的鯨類生活在開放的海域中，抹香鲸可能會潛在−1,000至−2,500英尺（−300至−760）的海底下去找食物。海牛生活在靠海岸的淺水水域，約在海平面下30英尺（9.1），不過也會潛水到−120英尺（−37）的海域尋找海草。海獺會生活在岩岸、海藻林及有珊瑚礁的地區，不過也可以住在有浮冰的區域，或是沙质，泥质或粉质的区域。

## 貢獻及研究
由於海洋哺乳動物對氣候轉變的敏感程度很高，也是生態系統裏面重要的成員，所以国际有不少科研机构和環保組織都对其进行研究。

## 註解
1. ↑  雖然北極熊一般都會選擇在陸地上行走。但是當冰融了之後，牠們一般都會在水中暢泳。一天之內平均可以游74公里，所以也有科學家將牠們列於海洋哺乳動物裡。
2. ↑  索諾拉鼠耳蝠以海洋魚類和甲殼類為食，牠們的腎臟能夠處理海水。